# High
High — сингл британського рок-гурту The Cure. Трек досяг номера один на Billboard Modern Rock Tracks і номер вісім в UK Singles Chart.

## Список композицій
7" сингл
1. «High — 3:34»
2. «This Twilight Garden — 4:43»

12" single
1. «High»
2. «This Twilight Garden»
3. «Play»
4. «High» (Higher remix)

Обмежене Видання 12" чистий вініловий сингл / CD сингл (конверт)
1. «High» (Trip mix)
2. «Open» (Fix mix)

CD single (Digipak)
1. «High» (single mix)
2. «This Twilight Garden»
3. «Play»
4. «High» (Higher remix)

## Позиції в чартах
| Чарт (1992)                                           | Найвища позиція |
| ----------------------------------------------------- | --------------- |
| Австралія (ARIA)                                      | 5               |
| Австрія (Ö3 Austria Top 75)                           | 27              |
| Канада (RPM)                                          | 41              |
| Франція (SNEP)                                        | 11              |
| Ірландія (IRMA)                                       | 6               |
| Нідерланди (Mega Single Top 100)                      | 37              |
| Нова Зеландія (RIANZ)                                 | 4               |
| Швеція (Sverigetopplistan)                            | 18              |
| Швейцарія (Media Control AG)                          | 14              |
| Велика Британія (Official Charts Company)             | 8               |
| Велика Британія (UK Singles Chart) "High (remix)"     | 44              |
| США (Billboard Hot 100)                               | 42              |
| США (Hot Dance Club Songs) (Billboard) "High" (remix) | 22              |
| US Hot Modern Rock Tracks (Billboard)                 | 1               |